# Robert Olejnik
Robert „Bobby“ Olejnik (* 26. November 1986 in Wien) ist ein ehemaliger österreichischer Fußballspieler.

## Karriere
Der Sohn polnischer Einwanderer begann seine Karriere in den Jugendmannschaften von Rapid Wien und FK Austria Wien. Nach erfolgreichen Auftritten bei der U-17-EM 2003 wurden mehrere Mannschaften aus dem Ausland auf den Torwart aufmerksam. 2003 wechselte er in die Jugendmannschaft von Aston Villa. Im Jahr 2005 wurde er als dritter Torhüter in die erste Mannschaft von Aston Villa geholt. Anfang 2007 ging der Österreicher leihweise zu Lincoln City, um dort Spielpraxis zu sammeln. In der Sommerpause 2007 erfolgte der Wechsel zum schottischen Erstligisten FC Falkirk, die Vertragsdauer betrug zwei Jahre, der Vertrag wurde später verlängert.
Am 2. Jänner 2008 feierte er gegen den FC Kilmarnock ein dreiminütiges Debüt, und in der darauffolgenden Runde spielte er bereits über die gesamten 90 Minuten.
Am 1. Juli 2011 wechselte er in die englische Football League Two zu Torquay United. Als Auszeichnung für seine guten Leistungen wurde Olejnik am Ende der Saison 2011/12 ins PFA Team of the Year der vierten Liga gewählt.
Zu Beginn der Saison 2012/13 wechselte er zum Viertligisten Peterborough United. Dort bestritt er 88 Ligaspiele, 2014 wurde er an Scunthorpe United, anschließend an York City verliehen. Im Sommer 2015 wechselte Olejnik innerhalb der Liga zum südwestenglischen Verein Exeter City.
Zur Saison 2017/18 wechselte er zum Ligakonkurrenten Mansfield Town. Nach 29 Viertligaspielen verließ er den Verein nach der Saison 2019/20. Daraufhin beendete er auch seine Karriere als Aktiver.